# Matsudaira Sadayasu
Matsudaira Sadayasu est un nom japonais traditionnel ; le nom de famille (ou le nom d'école), Matsudaira, précède donc le prénom (ou le nom d'artiste).
Matsudaira Sadayasu (松平 定安, 5 mai 1835-1er décembre 1882) est un daimyo de la fin de l'époque d'Edo, à la tête du domaine de Matsue.

## Biographie
Matsudaira Sadayasu naît en 1835, septième fils de Matsudaira Naritaka du domaine de Tsuyama. En 1853, il est adopté par Matsudaira Naritoki, 9e daimyo de Matsue. Peu après, Naritoki se retire et Sadayasu devient seigneur de Matsue.
Durant la période où Sadayasu est à la tête du domaine, les samouraïs de Matsue sont déployés à des fonctions de sécurité à Osaka et Kyoto. Pendant une grande partie de la période du Bakumatsu, la politique de Matsue est pro-shogunat.
En 1868, les forces du domaine prennent part à la guerre de Boshin aux côtés du gouvernement de Meiji. La même année, une révolte paysanne survient dans les îles Oki, qui font partie du territoire de Matsue. Sadayasu envoie des troupes pour la réprimer par la force, mais s'en retire après avoir reçu des plaintes des domaines de Satsuma et Chōshū.
Sadayasu est démis de ses fonctions de daimyo en 1871, en raison de la loi d'abolition des domaines. Il prend sa retraite de chef de famille en 1872, en faveur de Naotaka, son fils adoptif. Cependant, comme Naotaka prend lui-même sa retraite en 1877, Sadayasu reprend sa place de chef de famille jusqu'en 1882, date à laquelle il cède sa place à son 3e fils, Naosuke. Quelques semaines plus tard, il meurt à l'âge de 47 ans.

## Source de la traduction
- (en) Cet article est partiellement ou en totalité issu de l’article de Wikipédia en anglais intitulé « Matsudaira Sadayasu » (voir la liste des auteurs).